# 复旦大学附属妇产科医院

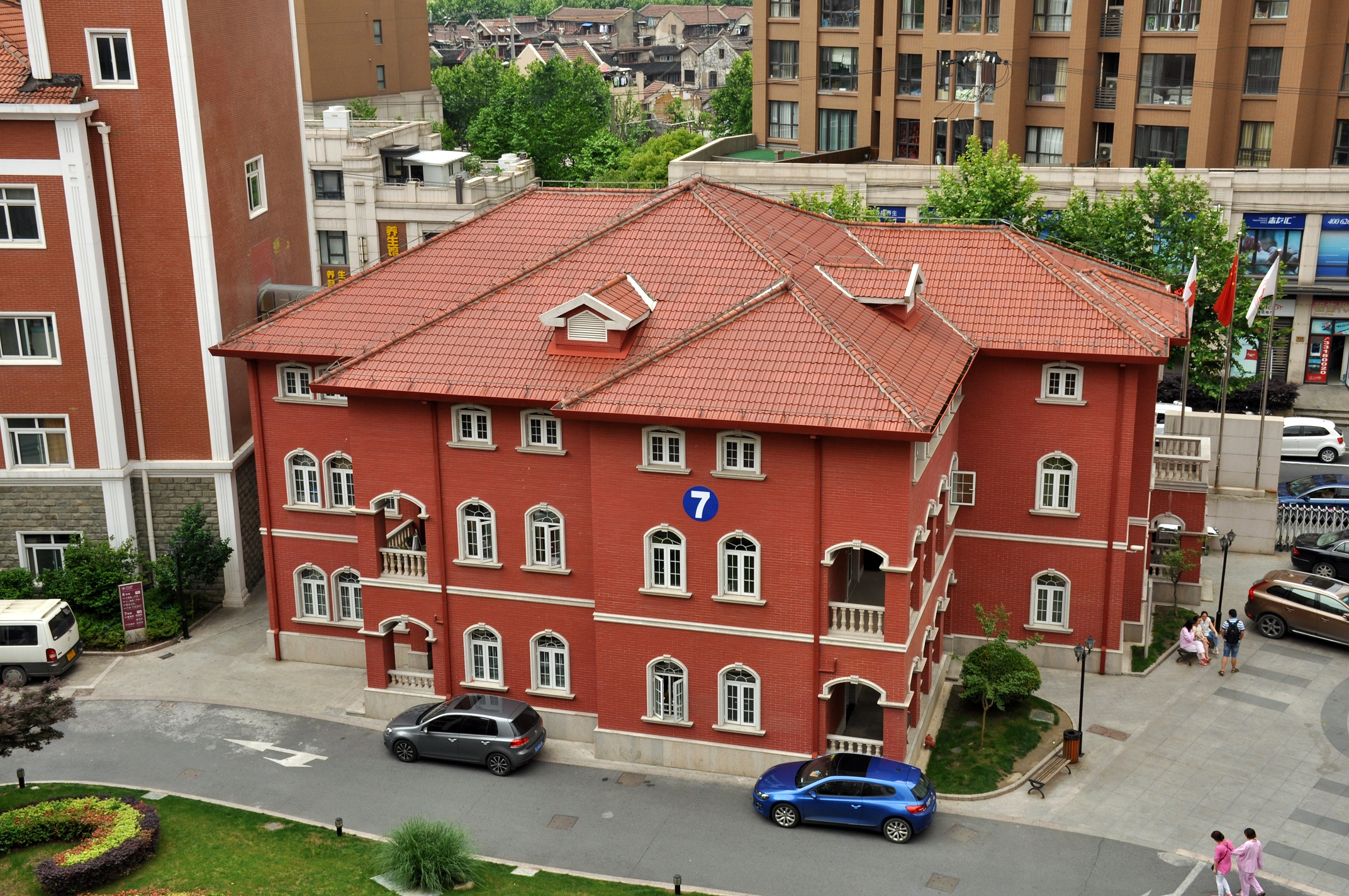
黄浦区登记不可移动文物——红房子医院

复旦大学附属妇产科医院，又名上海市红房子妇产科医院，是一所三级甲等妇产科专科医院。医院拥有黄浦老院区和杨浦新院区共两个院区，其中黄浦院区位于上海市黄浦区方斜路419号，新院区位于杨浦区沈阳路128号。
红房子妇产科医院成立于1884年，原名西门妇孺医院（英語：Margaret Williamson Hosipital），由美国基督教女公会等创办。1952年由政府接管。因医院创建时其屋顶呈红色，一百多年来，上海市民亲切地称其为“红房子医院”；2003年，上海市卫生局批准“上海市红房子妇产科医院”为其第二冠名。红房子医院现有黄浦、杨浦两个院区，年门诊量高达162万人次，住院病人6.6万人次，门诊量、住院病人手术数均为上海妇产科专科医院之首。
2015年11月，复旦大学附属妇产科医院上海集爱遗传与不育诊疗中心成功将一枚冻结18年的胚胎唤醒。该胚胎于2016年6月27日在江苏顺利出生，婴儿重3300克，身体指标一切正常。这是目前中国保存时间最久经复苏成功的胚胎。2021年10月26日，上海红房子医院成立首届患者联合会。